# Gucci

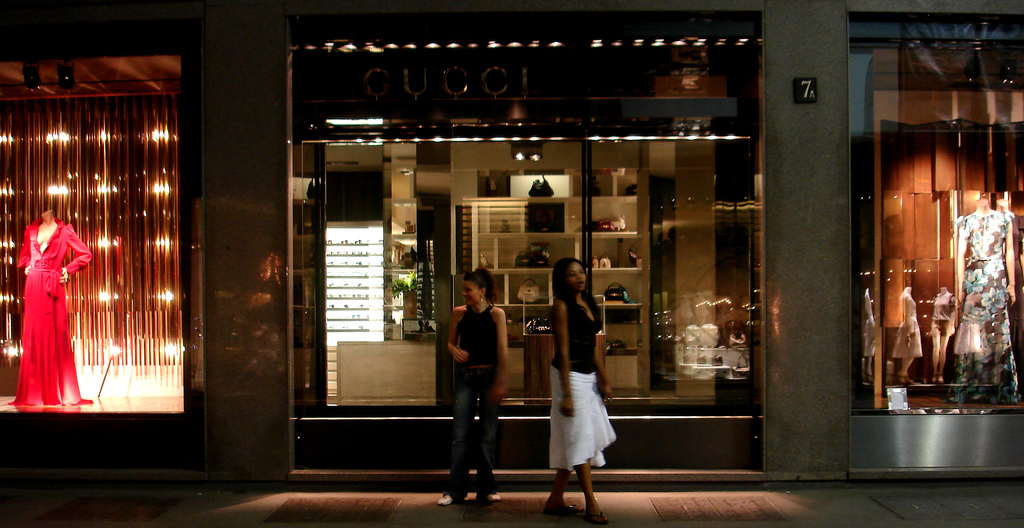
Gucci-Boutique in der Via Monte Napoleone, Mailand

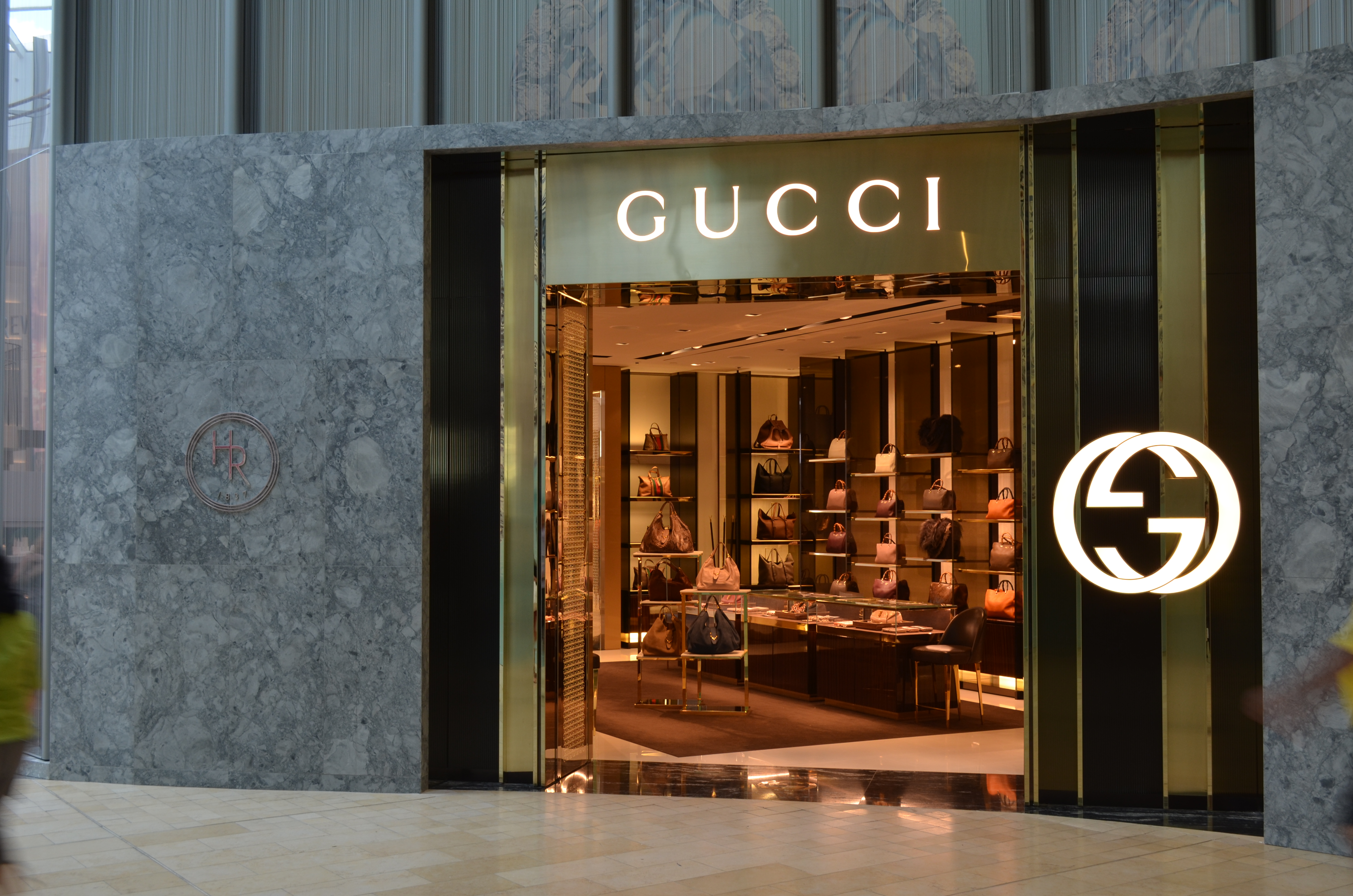
Gucci-Boutique in Toronto

Gucci (Guccio Gucci S.p.A.) [ˈɡutʃi] ist ein italienisches Modeunternehmen für Damen-, Herren- und Kinderbekleidung sowie Accessoires im Luxusgütersegment mit weltweiten Einzelhandelsgeschäften.

## Geschichte
Gegründet wurde das Unternehmen 1921 von Sattlermeister Guccio Gucci als kleine Werkstatt für Lederwaren und Gepäck in Florenz. Nach der Eröffnung weiterer Filialen in Italien lancierte Gucci 1947 – eigentlich als Notlösung aufgrund von Ressourcen-Knappheit – eine Handtasche mit Bambusgriff (Bamboo Bag). Das Unternehmen machte sich u. a. mit feinen Lederwaren und luxuriösen Handtaschen – im Design oftmals vom Pferdesport inspiriert – einen Namen.
In den Jahren nach dem Tod des Firmengründers 1953 feierte die Marke große Erfolge und expandierte weltweit. Mitte der 1960er-Jahre wurde erstmals das bekannte Symbol der beiden miteinander verbundenen Steigbügel bzw. der ineinander verschlungenen „G“ (für Guccio Gucci) benutzt. In den 1970er-Jahren wurde eine Bekleidungslinie etabliert. Die erste Modenschau fand 1981 statt. 1974 wurde das erste Parfüm des Hauses, der Damenduft Gucci № 1, lanciert; der erste Herrenduft folgte 1976. Seither sind zahlreiche Gucci-Parfüms erschienen, darunter Gucci No. 3 (Damen, 1985), Nobile (Herren, 1988), Envy (Damen, 1997; Herren, 1998), Rush (Damen, 1999; Herren, 2000), Gucci by Gucci (Damen, 2007; Herren, 2008), Gucci Flora (Damen, 2009 und Variationen danach), Gucci Guilty (Damen, 2010; Herren, 2011 und Variationen danach) und Gucci Bloom (Damen, 2017).
Aufgrund familiärer Besitzstreitigkeiten verfiel das Unternehmen in den 1980er Jahren und ging schließlich 1989 zur Hälfte in den Besitz des bahrainischen Investmentunternehmens Investcorp über. Gleichzeitig wurde die amerikanische Bergdorf-Goodman-Chefeinkäuferin Dawn Mello als erstes Nicht-Mitglied der Gucci-Familie zur Chef-Designerin ernannt. Der Enkel des Firmengründers, Maurizio Gucci, verkaufte 1993, nachdem er die anderen Erben ausbezahlt hatte, die verbleibende Hälfte des Unternehmens an Investcorp und wurde 1995 auf Geheiß seiner Ex-Frau Patrizia Reggiani ermordet. Im gleichen Jahr ging die nunmehr von der Familie losgelöste Firma Gucci an die New Yorker, Amsterdamer und Londoner Börse (SEAQ). 1998 wurde der Firmensitz nach London verlegt.
Nach einer zwischen 1999 und 2002 vor Gericht ausgetragenen Übernahmeschlacht mit LVMH Moët Hennessy – Louis Vuitton gehört Gucci seit 2004 fast vollständig (99,4 Prozent) zum Luxusgüterkonzern Kering (bis 2013: PPR bzw. zuvor Pinault-Printemps-Redoute S.A.) in Paris. Bernard Arnault, Chef von LVMH, hatte 1999 begonnen, Gucci-Aktien aufzukaufen. Gucci fürchtete eine Unternehmensübernahme und warf neue Aktien auf den Markt, um Arnaults Besitzanteil am Unternehmen zu verwässern. Gleichzeitig kontaktierte der damalige CEO von Gucci, Domenico de Sole, Arnaults Konkurrenten François Pinault von PPR (heute Kering), welcher in der Folge 40 Prozent der Gucci-Aktien erwarb und damit LVMH zurückdrängte. PPR integrierte die Marke Gucci schließlich in die neu kreierte Luxussparte Gucci Group, in welcher weitere Luxusmarken gebündelt waren. Der CEO von Gucci, de Sole, schied 2004 aus und wurde durch den Gucci-Manager Mark Lee ersetzt. Mitte 2004 wurde die Börsennotiz von Gucci dauerhaft eingestellt. 2010 wurde der operative Gucci-Firmensitz von London nach Cadempino in der Schweiz verlegt.
Zum 90. Firmenjubiläum rief der Konzern im Herbst 2011 im Palazzo della Mercanzia in Florenz das Gucci-Museum ins Leben, das seitdem namhafte Kunstausstellungen ausrichtet.
2018 wurde das Gucci-Museum unter der Leitung von Kreativdirektor Alessandro Michele in Gucci Garden umbenannt. In der Gucci Garden Galleria befinden sich weiterhin die Ausstellungsräume des Museums, die von der Mode- und Kunstkritikerin Maria Luisa Frisa kuratiert werden. Des Weiteren beherbergt der Komplex ein Gucci-Ladengeschäft mit ausgewählten Artikeln sowie ein Restaurant namens Gucci Osteria des Drei-Sterne-Kochs Massimo Bottura.

## Die Marke Gucci

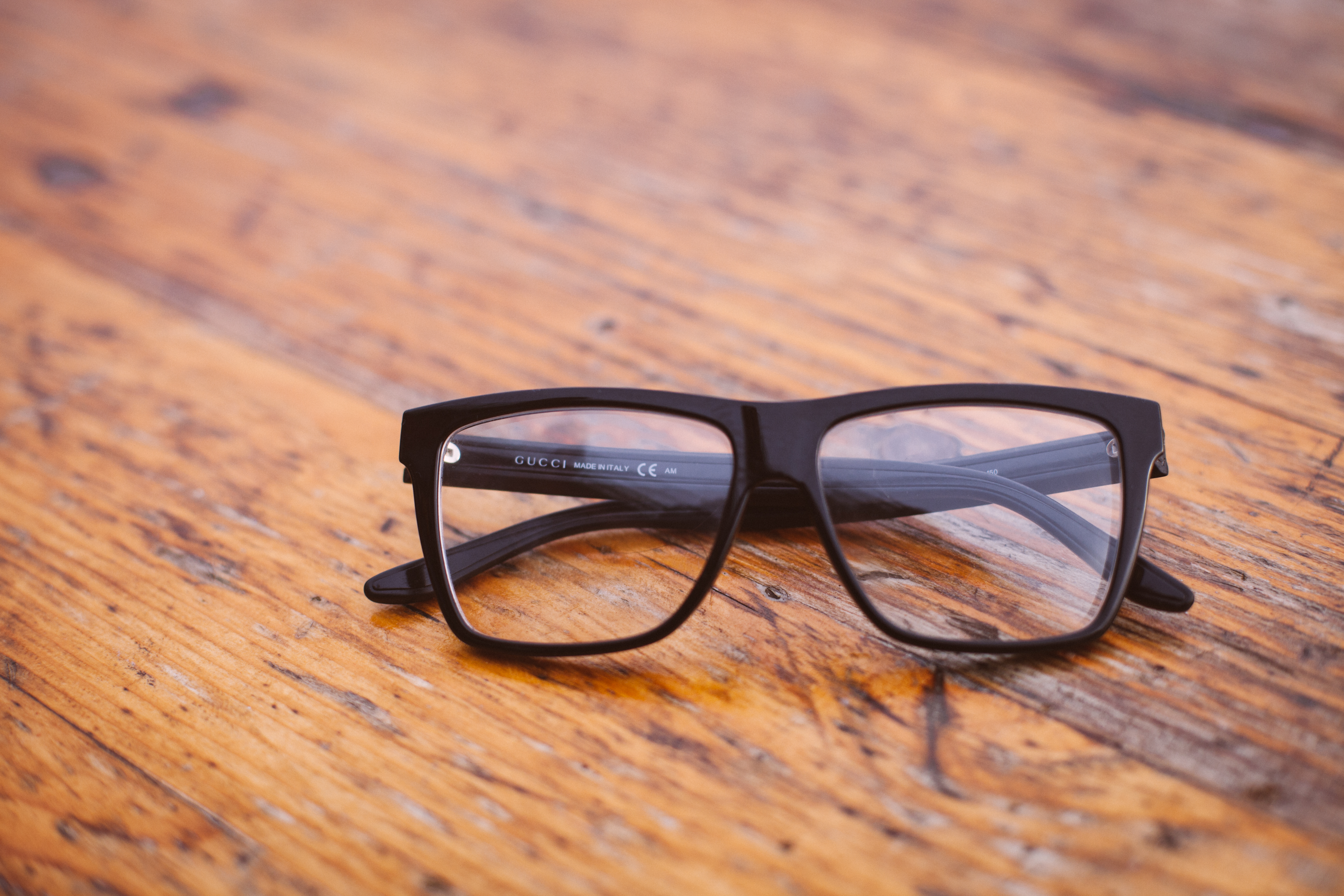
Gucci-Brille

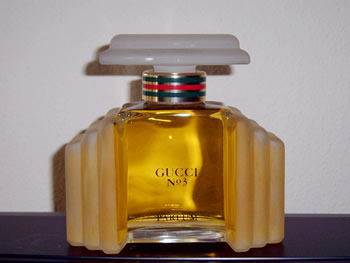
Gucci-Damenparfüm № 3

Zur begehrten Luxusmarke wurde die Marke Gucci erst wieder Mitte der 1990er-Jahre, als der seit 1990 als Damenmode-Designer bei Gucci tätige und 1994 als Nachfolger von Dawn Mello bestellte US-amerikanische Designer Tom Ford, der ab 1999 auch die Prêt-à-porter-Linien von Yves Saint Laurent entwarf, internationale Anerkennung für seine Arbeit bei Gucci erhielt. Unter Ford propagierte Gucci eine extrem sinnlich-elegante Mode mit teils gewagten Schnitten in der Damenmode und Entwürfen im Dandy-Stil in der Herrenmode. Ford verließ Gucci nach 13 Jahren im April 2004 zusammen mit Gucci-Geschäftsführer Domenico de Sole, weil sich beide mit dem PPR-Management nicht über die Fortführung der Marke Gucci einigen konnten.
Fords Nachfolge bei Gucci traten seine langjährigen Mitarbeiter Alessandra Facchinetti (Damenmode), Frida Giannini (Accessoires) und John Ray (Herrenmode) an. 2005 übernahm Giannini zusätzlich die Position der ausscheidenden Facchinetti und 2006 auch die Aufgaben von Ray, und war demnach in der Folge alleinige Kreativ-Chefin der Marke Gucci. 2013 wurde noch ein Umsatz von dreieinhalb Milliarden Euro erzielt; danach gingen die Verkaufszahlen zurück. Giannini gab ihren Posten im Januar 2015 auf.
Der langjährige Gucci-Mitarbeiter Alessandro Michele wurde im Januar 2015 als Gianninis Nachfolger eingesetzt und hatte für die Präsentation seiner ersten Damenkollektion nur wenige Tage Zeit. Unter Michele wurde ein radikaler Imagewandel bei Gucci vollzogen: an die 1970er-Jahre erinnernde Schnitte und exzentrische Muster, kunterbunte Farbkombinationen, wilde Tier- und Pflanzendrucke bzw. -applikationen, eine Auflösung der Geschlechtergrenzen bei Bekleidung, geradezu altbacken wirkende Accessoires wie etwa Nerdbrillen, uneinheitliche Stilvermischungen, der allgegenwärtige Einsatz des Gucci-Schriftzuges etc. wurden von den etablierten Modekritikern zwar zunächst belächelt, schlugen sich hingegen in kontinuierlich ansteigenden Umsatzzahlen für Gucci nieder. Über die sozialen Medien verbreitete Gucci-Werbekampagnen, in denen Gruppen von jungen Models Fröhlichkeit, Lässigkeit und Unbeschwertheit vermitteln sollen, sowie umgestaltete Ladengeschäfte und prominente Gucci-Kunden, wie etwa Jared Leto, trugen zur Anziehungskraft der Modemarke bei, sodass in der Presse von einem „Gucci-Hype“ gesprochen und Gucci 2016 als begehrteste Modemarke der Welt bezeichnet wurde. Für seine Leistungen bei Gucci erhielt Michele 2015 den Preis „Internationaler Modedesigner des Jahres“ und 2016 die Auszeichnung „Internationaler Accessoire-Designer“ bei den British Fashion Awards; er wurde 2016 mit dem International Award des CFDA ausgezeichnet und im gleichen Jahr von der britischen GQ zum „besten Designer des Jahres“ gekürt. Im Jahr 2017 wurden von Gucci mehr als 6,2 Milliarden Euro Umsatz erwirtschaftet. 2023 wurde Sabato de Sarno als Nachfolger von Alessandro Michele zum Kreativdirektor der Marke ernannt. Im März 2025 verkündete Kering, dass der Kreativdirektor von Balenciaga, Demna Gvasalia, ab Juli 2025 die Stelle des künstlerischen Leiters der Marke Gucci übernehmen wird.
Die Marke Gucci bietet lediglich eine Hauptlinie, jeweils für Damen- und Herrenmode, sowie in großer Bandbreite dazugehörige Accessoires im oberen Preissegment an. Darüber hinaus werden Düfte, Brillen, Schmuck und Uhren (seit 1997) von Gucci verkauft. Seit 2011 besteht zudem eine hochpreisige Gucci-Kinderkollektion für Null- bis Achtjährige.

## Gucci-Konzern
2007 erzielte die gesamte damalige Gucci-Gruppe einen Gesamtumsatz von 3,867 Milliarden Euro. Davon entfielen 56,4 Prozent auf die eigentliche Gucci-Marke, der Rest verteilte sich auf YSL Beauté (16,8 Prozent), Bottega Veneta (9,5 Prozent), die Marke Yves Saint Laurent (5,7 Prozent) sowie sonstige Marken (11,7 Prozent). Sonstige Marken des Konzerns waren bis 2011 die Modemarken Alexander McQueen (seit Ende 2000), Stella McCartney (seit Anfang 2001) und Balenciaga (seit Mitte 2001), die Schuhmarke Sergio Rossi (seit Ende 1999) sowie der Schmuck- und Uhrenhersteller Boucheron (seit Mitte 2000). Die Marke Yves Saint Laurent (Mode und Kosmetik) war Ende 1999 von Sanofi Beauté abgekauft worden, eine Aktienmehrheit bei Bottega Veneta wurde Anfang 2001 gesichert und der 2000 erworbene Uhrenhersteller Bédat & Co. wurde 2009 wieder abgestoßen. YSL Beauté wurde 2008 an L’Oréal verkauft. Die Lizenzrechte für die eigene Duftreihe von Gucci verwaltet die zum Procter & Gamble Konzern gehörende Wella-Tochter Cosmopolitan Cosmetics.
Auf den CEO von Gucci, Mark Lee, folgte Ende 2008 der Bottega-Veneta-Chef Patrizio di Marco. Di Marco, Lebensgefährte und seit Mitte 2015 Ehemann von Frida Giannini, wurde Anfang 2015 durch Marco Bizarri abgelöst. 2011 löste Kering die Gucci-Gruppe auf. Seither ist Gucci neben den ehemals in der Gucci-Gruppe gebündelten Marken eine gleichwertige Tochtergesellschaft innerhalb des Kering-Konzerns.
Gucci beschäftigte 2017 rund 11.500 Mitarbeiter. Ende 2010 betrieb das Unternehmen weltweit 317 Gucci-Geschäfte. 2017 waren es 529 eigene Gucci-Ladengeschäfte. 2018 gab es in Deutschland in Hamburg, Berlin, Düsseldorf, Frankfurt am Main (zweimal), München (zweimal) von Gucci selbst betriebene Ladengeschäfte. Hinzu kamen Gucci-Flächen in Kaufhäusern in Berlin, Düsseldorf, Stuttgart und München sowie Outlets in Ingolstadt und Metzingen. In Kampen auf Sylt besteht seit 2012 eine inhabergeführte Gucci-Boutique. In Österreich ist Gucci am Wiener Kohlmarkt vertreten und betreibt ein Outlet in Parndorf. In der Schweiz gibt es Gucci-Geschäfte in Zürich, St. Moritz, Genf und Lugano, Gucci-Flächen in Kaufhäusern in Genf und Lausanne sowie ein Outlet in Mendrisio.

## Trivia
Regisseur Ridley Scott kündigte 2009 eine Verfilmung der Geschichte der Gucci-Dynastie an, an der Angelina Jolie in der Rolle der Patrizia Reggiani beteiligt sein sollte. Seit 2012 hieß es, dass Scotts Tochter Jordan die Regie des Filmes übernehme und Penélope Cruz die Hauptrolle spielen werde. Letztlich übernahm Lady Gaga die Rolle der Patrizia Reggiani und Adam Driver die des Maurizio Gucci. Die Premiere des Films House of Gucci fand am 24. November 2021 statt. Der deutsche Kinostart war am 2. Dezember 2021. 
Aus einem öffentlichen Brief, der von der italienischen Nachrichtenagentur ANSA veröffentlicht wurde, ging hervor, dass sich die Gucci-Familie empört über die Darstellung ihrer zum Teil bereits verstorbenen Verwandtschaft zeigte.

## Dokumentation
- Gucci: Luxus, Lust & Drama. Regie: Olivier Nicklaus, ARTE, Frankreich, 53 Minuten, 2025